# Kościół Nadziei w Spreenhagen
Kościół Nadziei w Spreenhagen (niem. Hoffnungskirche in Spreenhagen, także: Honigkirche) – kościół protestancki położony w Neu Hartmannsdorfie, części Spreenhagen w kraju związkowym Brandenburgia, w powiecie Oder-Spree.

## Historia
Obiekt wzniesiono w 1858. Zgodnie z wymogami kościelnymi dla świątyń staroluterańskich, budynek zbudowano bez dzwonnicy. Wieżę dobudowano w 1937, zawieszając na niej dwa dzwony, z których jeden zniszczono w okresie II wojny światowej. Po wojnie obiekt nie był użytkowany i stopniowo niszczał. W 1988 zakupiła go protestancka parafia w Spreenhagen i 26 września 1993 został po wykonaniu remontu ponownie konsekrowany. Podczas prac renowacyjnych wmontowano wewnątrz stary drewniany strop z kościoła mariackiego w Fürstenwalde. Po remoncie nadano kościołowi obecną nazwę.

## Architektura
Ściana ołtarzowa ma wysokość jedenastu metrów i szerokość dwunastu metrów. Jest ona pokryta masą wyprodukowaną z około tony wosku pszczelego zmieszanego z pyłkiem i nałożonego warstwami na drewnianą płytę. Mensę ołtarzową stworzyła berlińska artystka Brigitte Trennhaus z wosku pszczelego w 1993, ale po latach zaczęła się ona psuć, w związku z czym w 2013 artystka dokonała prac renowacyjnych. Częściowo wykorzystała wosk z poprzedniego ołtarza, a częściowo pozyskała go od lokalnych pszczelarzy. Ołtarz w kształcie plastra miodu ma 119 centymetrów szerokości i 105 centymetrów wysokości. Związki kościoła z miodem dały asumpt potocznej nazwie Honigkirche, czyli Miodowy kościół. Na ścianie ołtarzowej umieszczono, składające się na formę krzyża, litery tworzące (zarówno w pionie, jak i w poziomie) słowa: Licht (pol. światło). Chrzcielnica pochodzi z oryginalnego wyposażenia. W ośmiu rzędach ławek znajduje się około 70 miejsc siedzących.

## Turystyka
Przy kościele przechodzi Spreeradweg (rowerowy szlak Szprewy) oraz pieszy szlak niebieski m.in. do Spreenhagen.

## Galeria

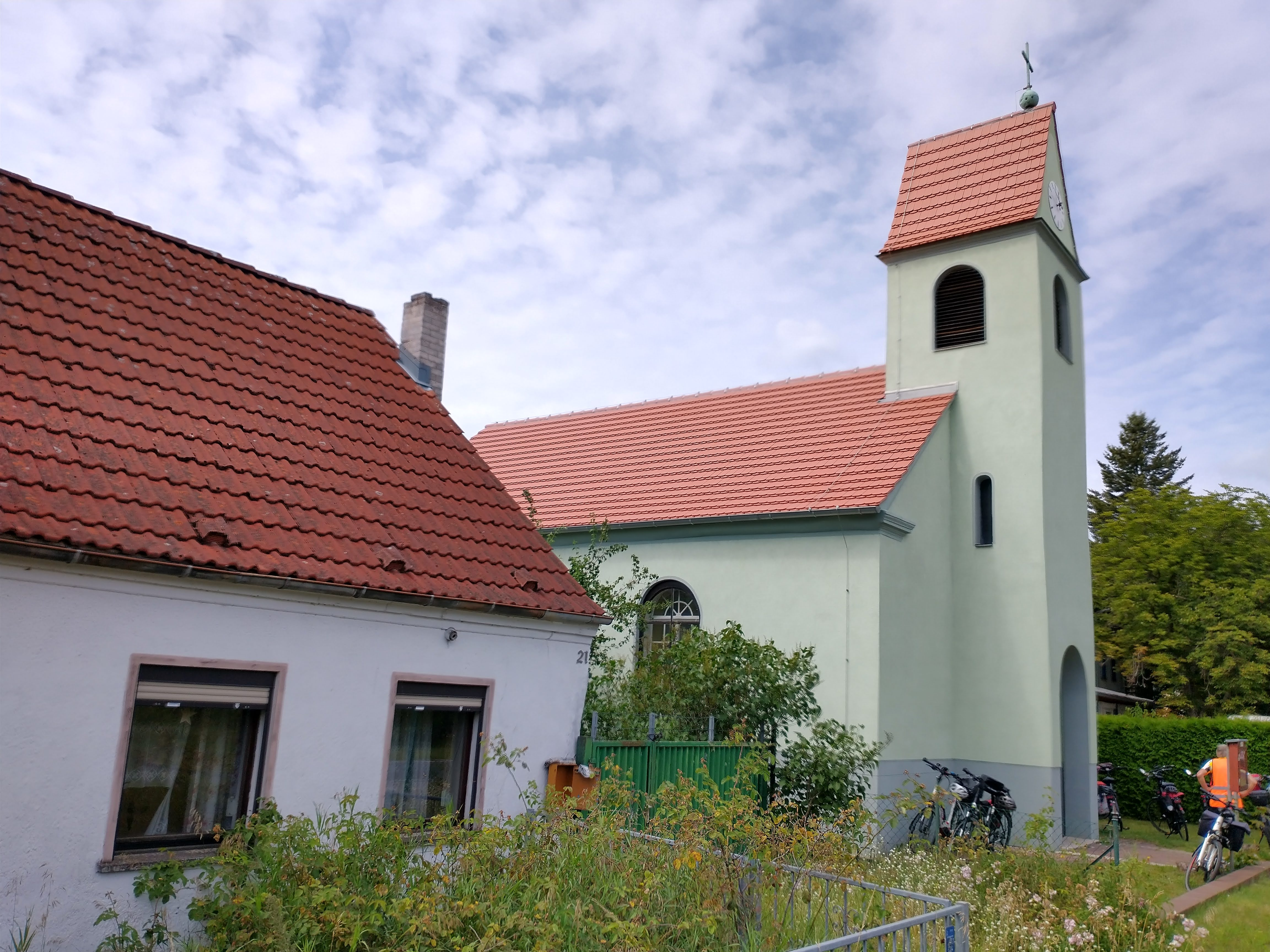
Widok od wschodu
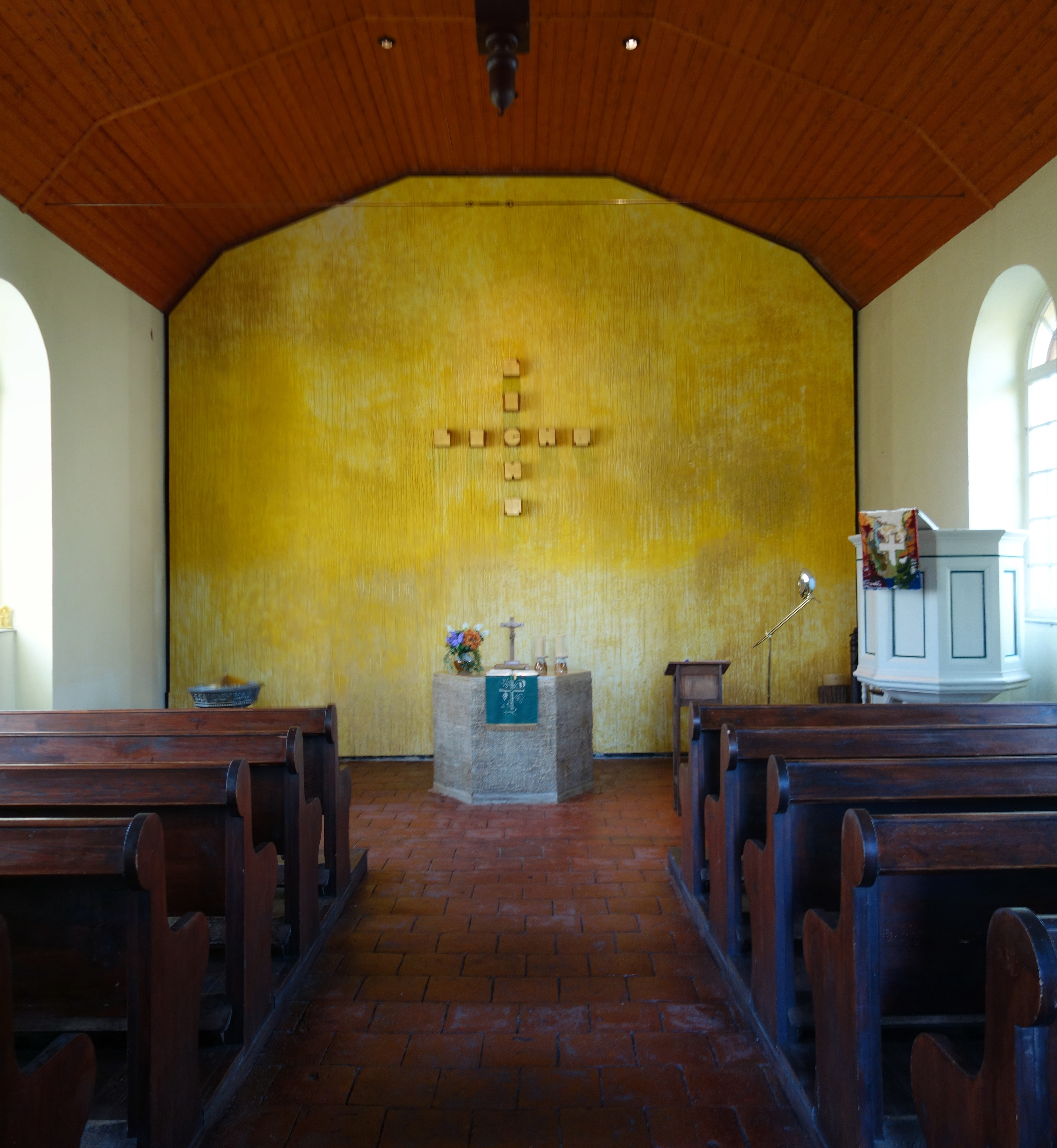
Ołtarz i ściana ołtarzowa
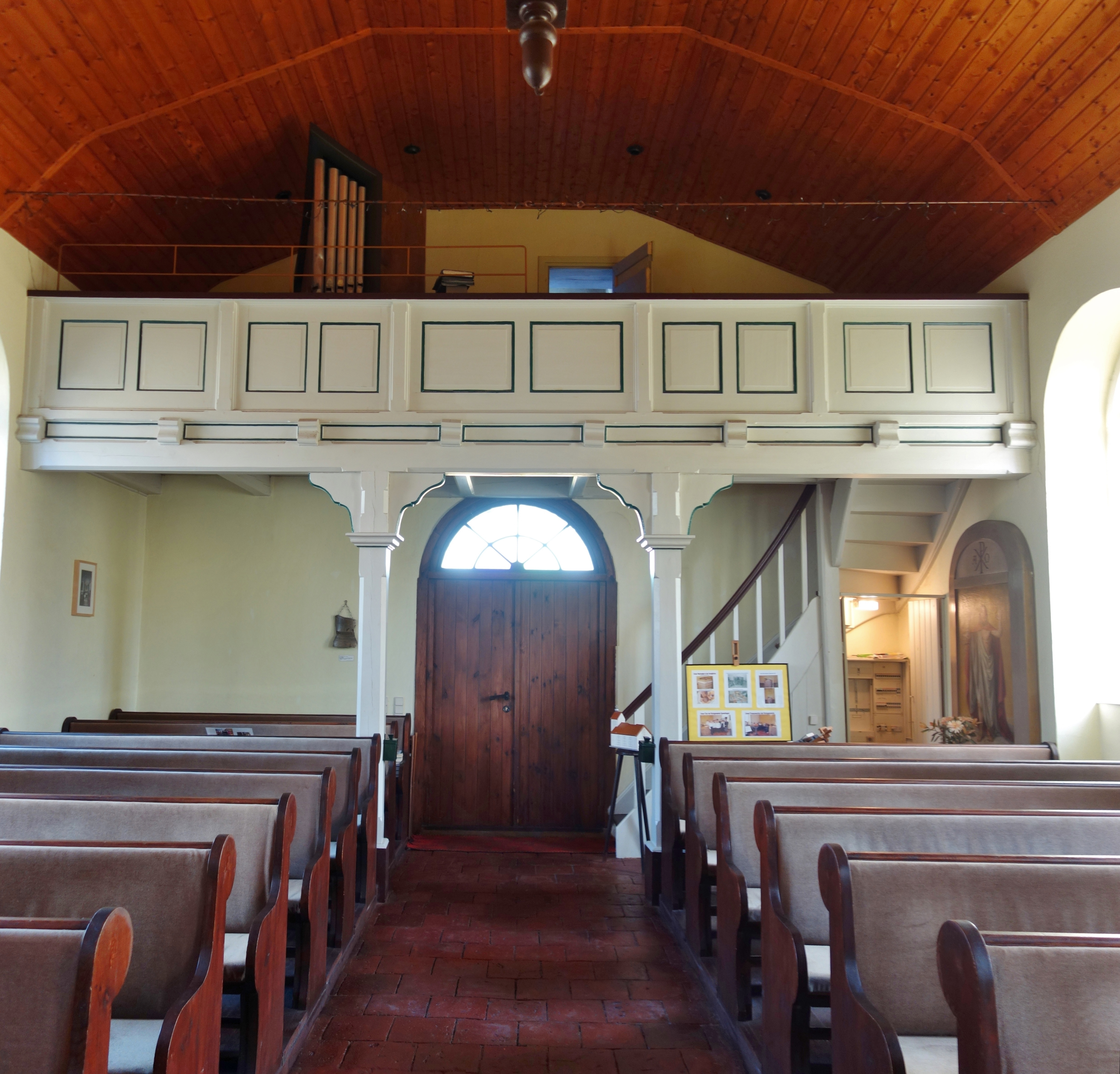
Empora